# Peter-der-Große-Bucht
Die Peter-der-Große-Bucht (russisch Зали́в Петра́ Вели́кого/Saliw Petra Welikowo) ist eine Bucht im russischen Fernen Osten, bestehend aus Amurbucht, Ussuribucht und dem östlichen Bosporus. In der Bucht liegen zahlreiche Inseln, unter anderem der Kaiserin-Eugenie-Archipel mit der Russki, Elena-, der Popow- und der Reineke-Insel. Im Zentrum der Bucht liegt die Hafenstadt Wladiwostok.

## Namensgebung
Benannt wurde die Bucht zu Ehren des russischen Zaren und Kaisers Peter der Große.

## Kontroverse um Hoheitsgewässer
Über die Ausdehnung der russischen Hoheitsgewässer in der Region besteht ein Konflikt zwischen Russland und den USA, wobei letztere Russland vorwerfen, seine Ansprüche deutlich über die international übliche 12-Meilen-Zone ausgedehnt zu haben. Im November 2020 befuhr der US-amerikanische Zerstörer John S. McCain das umstrittene Seegebiet um zu demonstrieren, dass es nicht zu Russland gehöre. Von russischer Seite wurde dies als ein illegales Eindringen betrachtet, erst die Androhung des Rammens durch den russischen Zerstörer Admiral Vinogradov habe das amerikanische Schiff zum Rückzug bewegt. Diese Darstellung wiederum wird von US-amerikanischer Seite abgestritten.